# SeAZ
OAO SeAZ, Sierpuchowskij Awtomobilnyj Zawod (ros. Серпуховский Автомобильный Завод, СеАЗ, pol. Sierpuchowska Fabryka Samochodów) – rosyjski producent samochodów wchodzący w skład grupy Awtokom. Poprzednio zakłady zajmowały się produkcją motocykli i mikrosamochodów i nosiły nazwę SMZ (Sierpuchowskij Motocykletnyj Zawod).
Siedziba przedsiębiorstwa SeAZ znajduje się w Sierpuchowie w obwodzie moskiewskim.

## Historia i opis fabryki
Sierpuchowska Fabryka Motocykli (SMZ) została otwarta 7 lipca 1939 roku. Początkowo przeniesiono do niej z Podolskiej Fabryki Motocykli prace nad konstrukcją motocykla PMZ-125 o pojemności 125 cm³, który wszedł do produkcji przed wybuchem wojny z Niemcami jako MŁ-3. W 1941 roku wdrożono też do produkcji motocykl Ł-8 konstrukcji ŁMZ z Leningradu, których przed wybuchem wojny wyprodukowano 402. W październiku 1941 w związku z postępami wojsk niemieckich wyposażenie fabryki ewakuowano do Iżewska, wzmacniając zdolności produkcyjne zakładów Iżmasz, które zajęły się jednak produkcją zbrojeniową. Po odparciu pochodu wojsk niemieckich w bitwie pod Moskwą, w dawnych zakładach SMZ rozpoczęto remonty zdobycznych pojazdów, a następnie wiosną 1942 utworzono tam wiodące biuro konstrukcyjne motocykli (WKB). Zajmowano się badaniami i remontami zdobycznych motocykli oraz montażem zachodnich motocykli dostarczanych w ramach Lend-Lease Act, a także budową eksperymentalnych motocykli i silników. Po II wojnie światowej, w 1951 roku władze zdecydowały utworzyć w Sierpuchowie zakłady produkujące mikrosamochody na rynek wewnętrzny Związku Radzieckiego, dla potrzeb licznych inwalidów wojennych, dla których pojazdy produkcji SMZ były specjalnie dostosowane. Produkcję pojazdów dla inwalidów rozpoczęto w 1952 roku; pierwszym modelem był S-1Ł z silnikiem pojemności 125 cm³. W latach 1958–1971 w SMZ/SeAZ wytwarzano pojazdy marki S-3A, a w latach 1970-1997 − S-3D, nazywane potocznie Inwalidka.
18 lutego 1988 w związku z planami produkcji miejskiego samochodu Oka, decyzją ministra przemysłu samochodowego zakłady SMZ przekształcono w Sierpuchowską Fabrykę Samochodów (SeAZ), którą włączono w skład zjednoczenia (później grupy przemysłowej) AwtoWAZ. Towarzyszyła temu znaczna rozbudowa zakładów, przeprowadzona w 1988 roku. Samochody Oka produkowane były w latach 1989-2008, pod oznaczeniem WAZ-1111 w odniesieniu do wersji bazowych i SeAZ-1111 w odniesieniu do wersji dla niepełnosprawnych. 
W maju 2005 roku AwtoWAZ sprzedał udziały w SeAZ grupie przemysłowej Awtokom.

## Modele
- SeAZ-1111 Oka
- SMZ S-1Ł
- SMZ S-3A
- SMZ S-3D

## Galeria

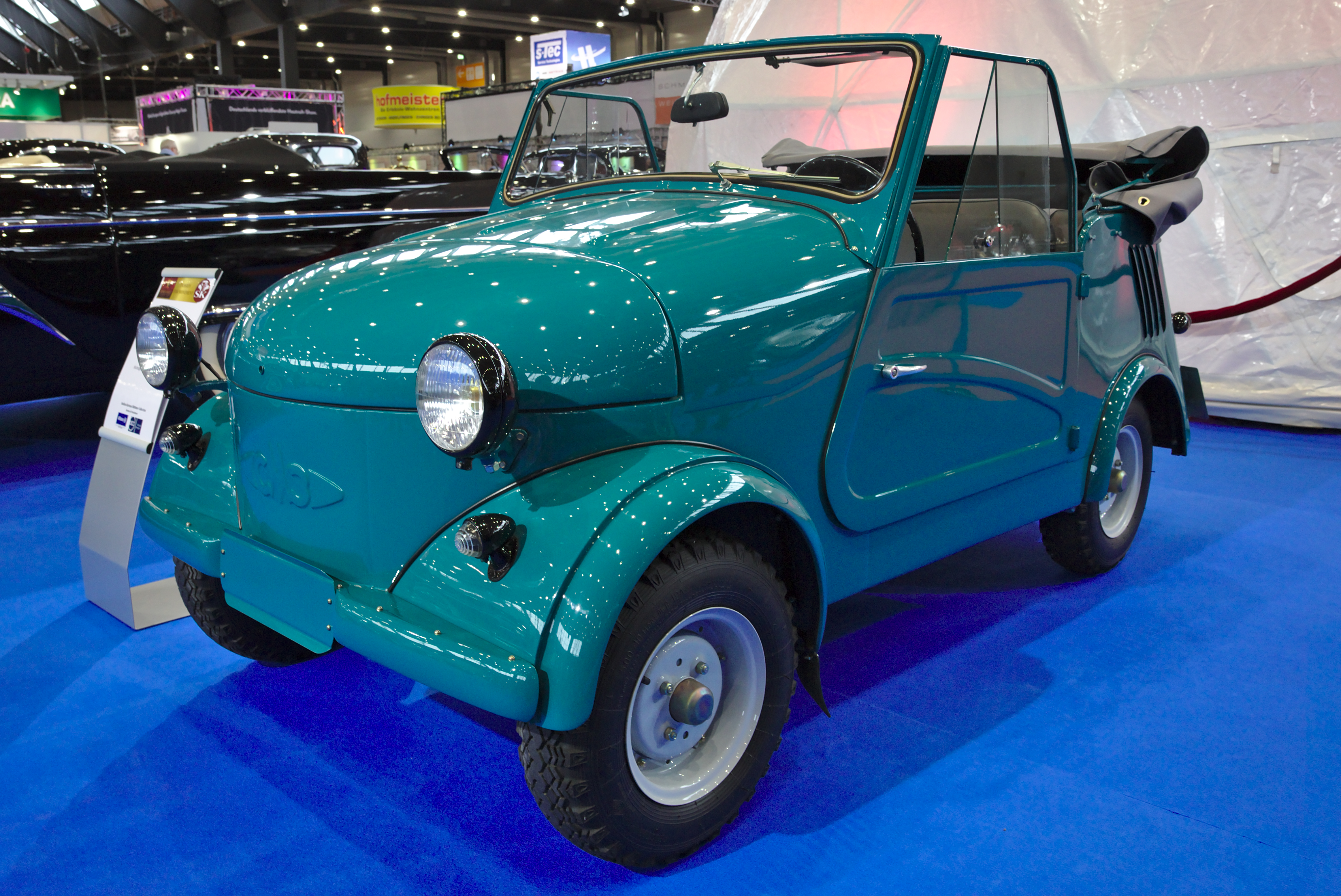
SMZ S-3A
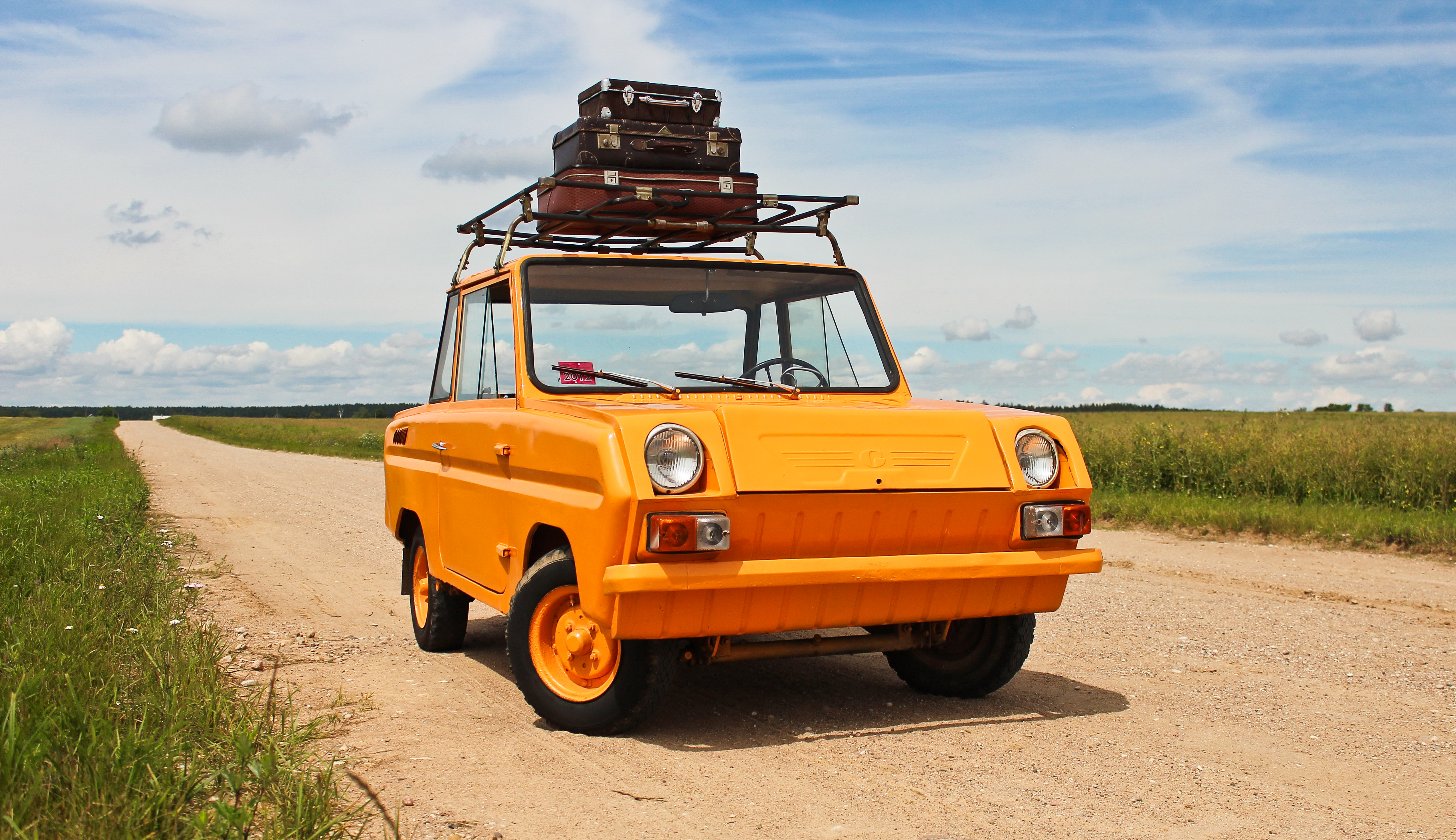
SMZ S-3D
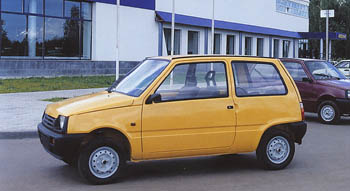
SeAZ-1111 Oka